# Kuwait en los Juegos Olímpicos de Tokio 2020
Kuwait estuvo representado en los Juegos Olímpicos de Tokio 2020 por un total de once deportistas, nueve hombres y dos mujeres, que compitieron en cinco deportes.
Los portadores de la bandera en la ceremonia de apertura fueron el tirador Talal Al-Rashidi y la nadadora Lara Dashti.

## Medallistas
El equipo olímpico kuwaití obtuvo las siguientes medallas:
| Nombre            | Deporte | Competición |
| ----------------- | ------- | ----------- |
| Oro               |         |             |
| —                 |         |             |
| Plata             |         |             |
| —                 |         |             |
| Bronce            |         |             |
| Abdulá Al-Rashidi | Tiro    | Skeet M     |